# Vydrná
Vydrná je naseljeno mjesto u okrugu Púchov u  Trenčínskom kraju u Slovačkoj.

## Stanovništvo
| Godina:     | 1993. | 2003.   | 2013.   | 2023.    |
| ----------- | ----- | ------- | ------- | -------- |
| Broj ljudi: | 369   | 346     | 340     | 260      |
| Razlika:    |       | -6,23 % | -1,73 % | -23,52 % |

| Godina:     | 2022. | 2023.   |
| ----------- | ----- | ------- |
| Broj ljudi: | 266   | 260     |
| Razlika:    |       | -2,25 % |

Prema podacima o broju stanovnika iz 2023. godine naselje je imalo 260 stanovnika.

## Vanjske poveznice
|  | Zajednički poslužitelj ima još gradiva o temi Vydrná |

- Službena stranica naselja (sl.)